# Kathedrale von Salisbury

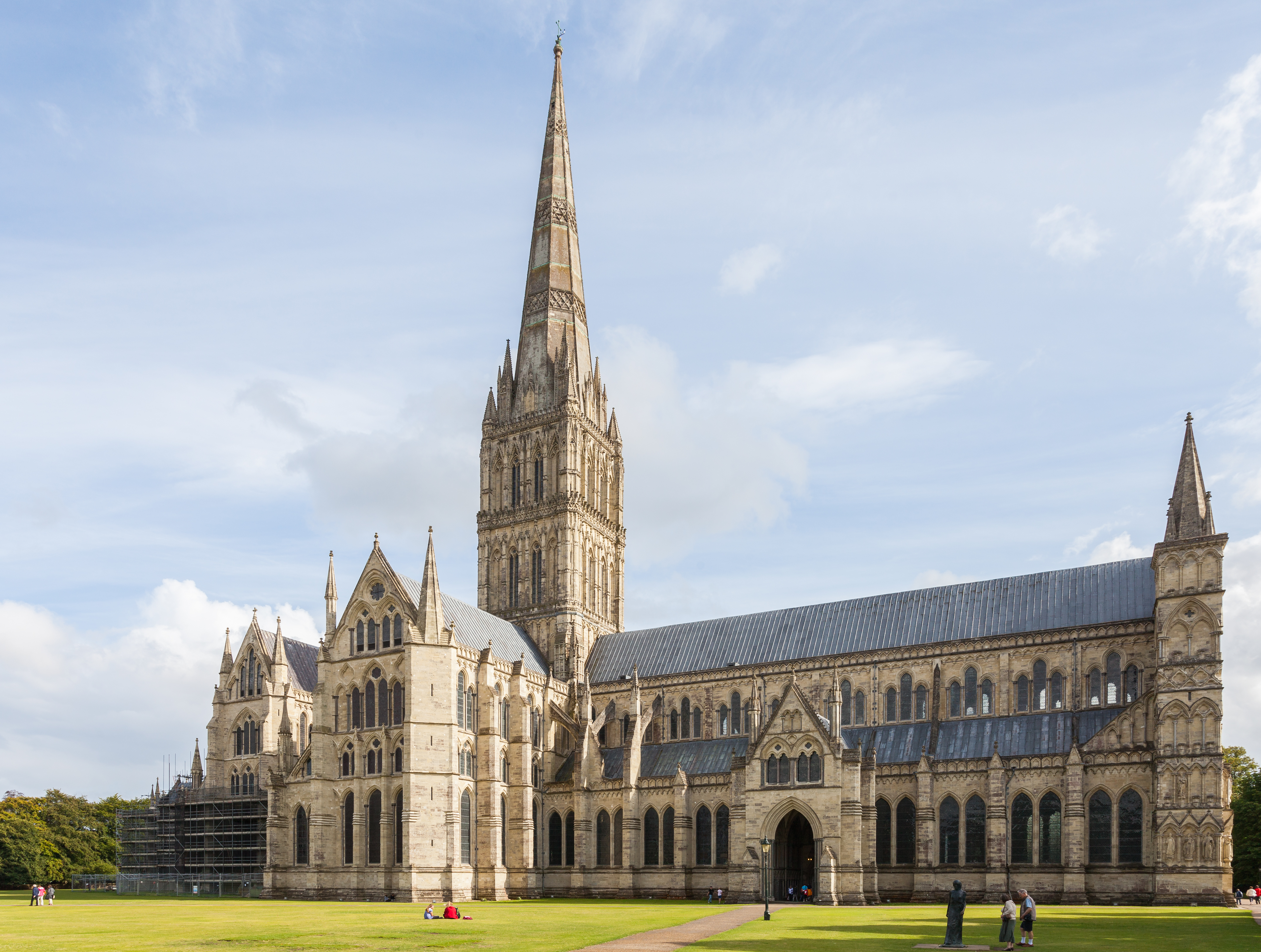
Kathedrale von Salisbury von Nordosten

Die Kathedrale von Salisbury, offiziell The Cathedral Church of St Mary, ist eine anglikanische Kathedrale und Bischofssitz der Diözese Salisbury in der südenglischen Stadt Salisbury in der Grafschaft Wiltshire. Sie ist zu Ehren der heiligen Jungfrau Maria geweiht, weswegen sie auch den Beinamen Marienkathedrale (englisch St. Mary’s Cathedral) trägt. Die Diözese umfasst den größten Teil von Dorset und Wiltshire mit einem Einzugsgebiet von rund 750.000 Gläubigen.
Aufgrund der kurzen Bauzeit der Kathedrale entspricht ihr Baustil weitestgehend der frühen englischen Gotik, dem Early English. Maßgeblich für die schnelle Fertigstellung waren der freie Baugrund und die großzügige finanzielle Unterstützung durch Heinrich III. Der im frühen 14. Jahrhundert ergänzte Vierungsturm ist seit 1561, nach dem Einsturz des Vierungsturmes der alten St Paul’s Cathedral, mit 123 Metern der höchste Kirchturm Großbritanniens und macht den gesamten Sakralbau zu einem bedeutenden Exponenten der mittelalterlichen Kirchenbaugeschichte und neben den Kathedralen von Canterbury, Lincoln sowie Westminster Abbey zu einer der Schlüsselbauten der englischen Gotik.

## Geschichte

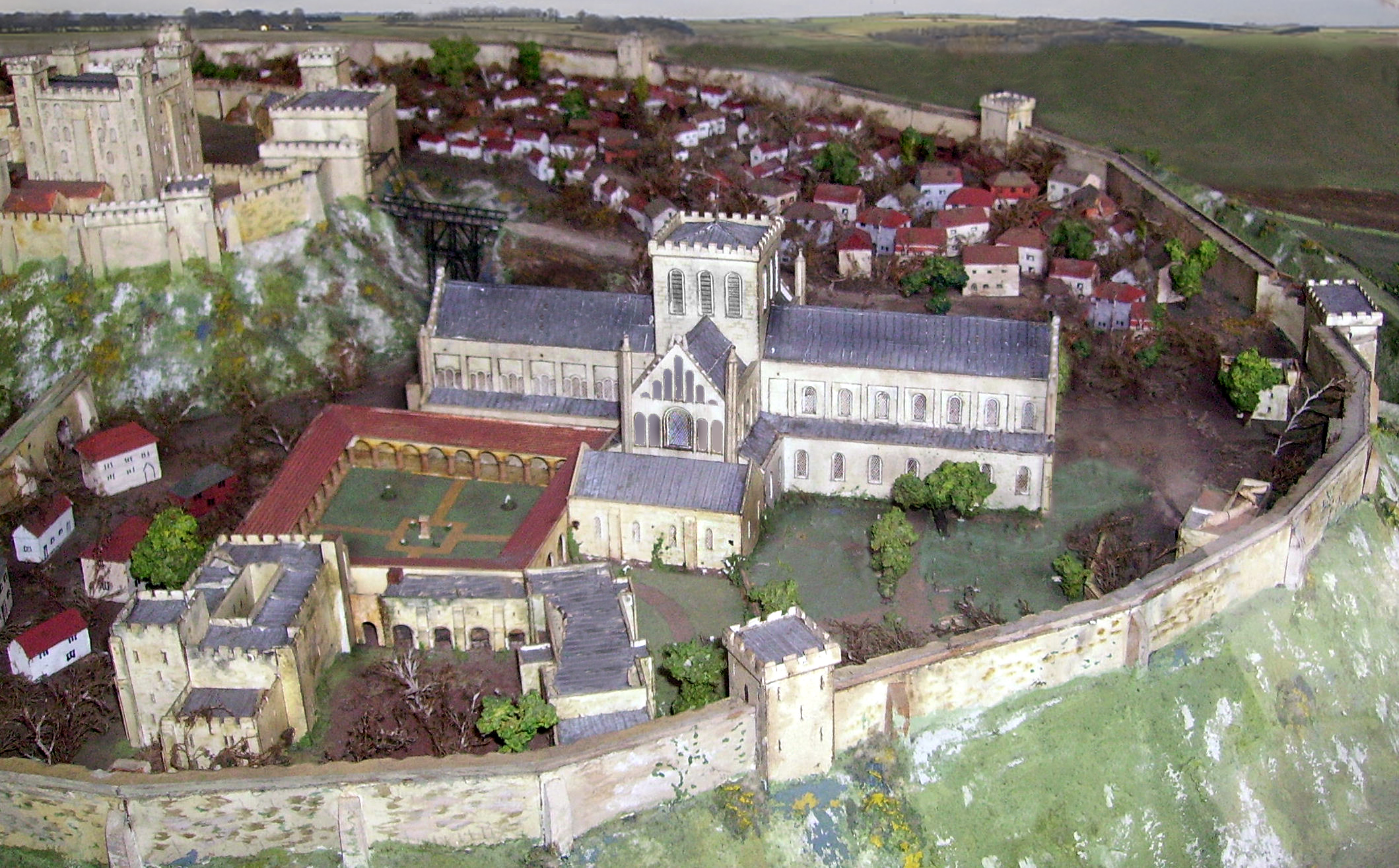
Rekonstruktion des Vorgängerbaus in Old Sarum

### Vorgängerkirche
Nach der Normannischen Eroberung Englands im Jahr 1066 ordnete Wilhelm der Eroberer im Jahr 1072 die Verlegung der englischen Bischofssitze in befestigte Anlagen an. So wurde der Bischofssitz des Bistums Sherborne 1075 nach Old Sarum verlegt und eine Kathedrale mit Mottenburg ebendort errichtet. Das Bistum Sherborne erhielt später die Bezeichnung Bistum Salisbury. Erster normannischer Bischof von Old Sarum wurde Osmund von Sées (1078–1099), der zu denjenigen gehörte, die von Wilhelm dem Eroberer mit der Ausarbeitung des Domesday Books beauftragt wurden. Unter Roger le Poer, Bischof von 1107 bis 1139, sowie englischer Lordkanzler und Schatzmeister und damit ein einflussreicher Geistlicher des anglo-normannischen Reiches, begann 1120/25 ein großangelegter Umbau der Kathedrale von Old Sarum.
Dieser romanische (auch normannische) Bau war dreischiffig mit einem ebenfalls dreischiffigen Querhaus. Er verfügte über eine Doppelturmfassade im Westen, ein verlängertes Chorhaus und rechteckige Kapellen im Osten, einen Kreuzgang mit Refektorium an der Nordseite und eine Südvorhalle mit Portal. Auf der Nordseite im Querhaus befand sich die Schatzkammer. Im Osten schloss der Baukörper mit drei nach innen halbrund und nach außen mit geraden Mauern axialen Ostkapellen ab. Teile dieser Kathedrale wie Kopfkapitelle und Tierfratzen sind inzwischen im städtischen Museum von Salisbury, im King’s House, zu besichtigen; etliche wurden jedoch auch in der Mauer des Kathedralenviertels (Close bzw. Domfreiheit) und im Kreuzgang als Spolien verbaut.
Trotz dieser Erweiterungsmaßnahmen wurde die Nutzfläche auf dem unwirtlichen Hügel von Old Sarum knapper. Probleme und Konflikte zwischen dem Domklerus und der königlichen Besatzung der Burg kamen damals hinzu. Ein Grund dafür war die Wasserknappheit, die in Old Sarum herrschte. Deswegen musste das Wasser von Menschen in Gefäßen oder mit Zugwagen in die Festung gebracht werden, wofür die Burgherren eine Wassersteuer erhoben. Die Anzahl der Personen, die Zugang zur Festung hatten, war begrenzt und sie benötigten zum Betreten eine Erlaubnis des Burgherren. So entwickelte Herbert Poor, Bischof von Sarum zwischen 1194 und 1217, die Idee zur Kathedralenverlegung. Nach seinem Tod im Jahre 1217 übernahm sein Bruder Richard Poore (1217–1228) das Bischofsamt. Er hatte zuvor in Paris Theologie bei Stephen Langton studiert und war ein enger Vertrauter von ihm. Langton selbst war weitreichend an der Entstehung der Magna Carta 1215 beteiligt. Eines der vier erhaltenen Originale der Magna Carta wird seit einigen Jahrzehnten in der Kathedrale aufbewahrt. Unter Richard Poore schrieben 1218 die Kanoniker einen Beschwerdebrief an Papst Honorius III. und baten darum, den Dom in die wasserreiche Ebene verlegen zu dürfen. Ein Jahr später traf die päpstliche Erlaubnis ein, und die Stadtverwaltung wählte ein Gelände in der Nähe des Flusses Avon als neuen Standort aus.

### Geschichte der Kathedrale

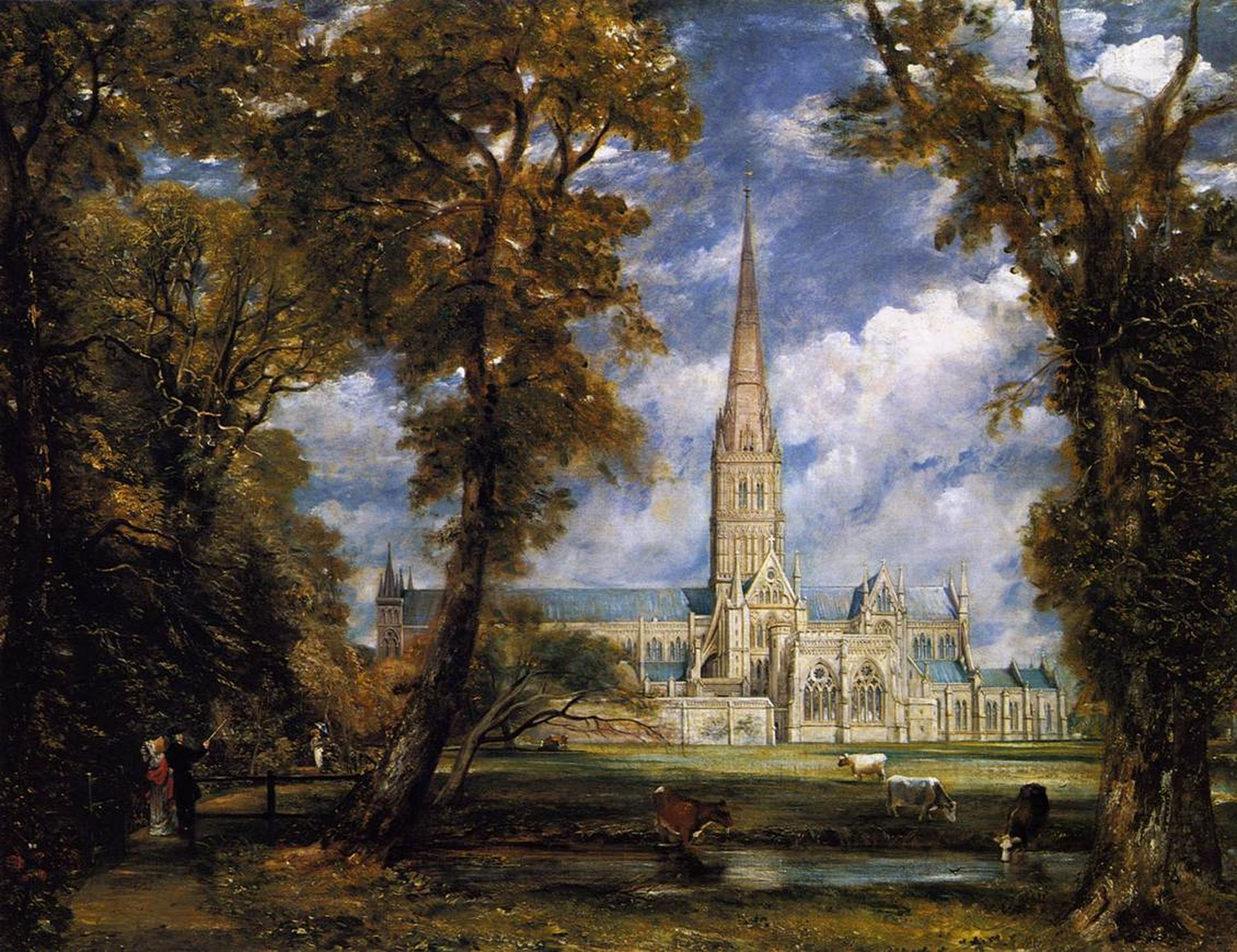
Gemälde der Kathedrale von John Constable um 1825

Wie die meisten englischen Kathedralen hatte somit auch die Kathedrale von New Sarum (seit etwa dem 16. Jahrhundert Salisbury) einen normannischen Vorgängerbau im Stil der Romanik, der sich jedoch im nah gelegenen Old Sarum befand. Im Gegensatz zu den anderen gotischen Dombauten wurde die Kathedrale von Salisbury auf einem unbebauten Gelände, buchstäblich auf der „grünen Wiese“ in einem Zug und nach einem durchgängigen Entwurf errichtet. Die Bautätigkeit an der neuen Kathedrale begann im Jahr 1220, am 28. April wurde der Grundstein gelegt. Gleichzeitig entstand ein großangelegter Kathedralenbezirk (Close), der typisch für die englischen Kathedralen dieser Zeit war.
Aufgrund des hohen Grundwasserspiegels am neuen Bauort wurde die Kathedrale auf einem nur vier Fuß (ca. 1,30 Meter) dicken Fundament errichtet. Bereits um 1225 waren die drei Altäre in der Dreifaltigkeitskapelle fertiggestellt und geweiht. An der Zeremonie nahmen auch Stephen Langton und Henry of London, die Erzbischöfe von Canterbury bzw. Dublin, teil.
Kurz darauf besuchte König Heinrich III. die Baustelle und erhob New Sarum zur Marktstadt. 1226 wurde William Longespée, 3. Earl of Salisbury, ein unehelicher Sohn des englischen Königs Heinrich II. Plantagenet,  in der Kapelle beigesetzt. Es war die erste Beisetzung in der Kathedrale. Die Liegefigur seines Grabes war die erste, die einen Ritter in vollständiger Rüstung darstellte. Kurz danach erfolgte auch die Überführung der drei Vorgängerbischöfe, darunter Osmund von Sées. 1228 wechselte Richard Poore nach Durham, jedoch ging der Bau auch unter dem neuen Bischof Robert of Bingham weiter. Unter seiner Leitung entstand 1236 das Chorgestühl. Er ließ das Dach der Choranlage und eventuell des Westquerhauses mit Blei bedecken und Glasfenster einsetzen. In den 1240er Jahren entstand das Langhaus.
1256 nahm Bischof Giles of Bridport die Geschicke der Kathedrale in die Hand. Zwei Jahre später, 1258, war die Kathedrale weitgehend fertiggestellt und wurde im Beisein von König Heinrich III. geweiht. Damit erfolgte auch die Verlegung des Bischofssitzes nach New Sarum. Die Arbeiten an der Kathedrale gingen jedoch weiter. So überliefert eine Quelle aus dem 14. Jahrhundert, dass die Kathedrale erst 1266 vollendet wurde. Ein Jahr zuvor, 1265, war die Westfassade fertiggestellt. Der Bau des großen Kreuzganges dauerte von 1270 bis ca. 1310 und umschloss das 1280 errichtete und bis dahin freistehende Kapitelhaus. Insgesamt wurde die Kathedrale in für damalige Verhältnisse ungewöhnlich kurzer Bauzeit erbaut.
Im Mittelalter war in der Höhe des Westquerhauses der für den Klerus reservierte östliche Teil des Kirchengebäudes durch einen Lettner abgetrennt.
Nachträglich erbaut wurde lediglich der Vierungsturm im frühen Decorated Style mit seiner imposanten Spitze, an dem die Arbeiten um 1310 aufgenommen und etwa 1333 beendet wurden. Die Bauarbeiten am Turm sind Thema in William Goldings Roman The Spire (deutsch: Der Turm der Kathedrale). Da die Baumeister kaum baustatische Kenntnisse besaßen und die gotische Baukunst im Wesentlichen auf Erfahrung und dem Prinzip von Versuch und Irrtum basierte, war der Turm mit 6500 Tonnen für die tragende Konstruktion zu schwer geraten. Um nicht das Schicksal anderer Kirchtürme (wie das des noch höheren in Lincoln) zu erleiden, hat Christopher Wren 1668 bei einer Inspektion die nachträgliche Stabilisierung angeregt. Strebepfeiler in der Vierung und die Armierung mit Stahlbändern waren dazu geeignet.
Im Jahr 1457 erfolgte die Heiligsprechung von Osmund von Sées durch Papst Calixt III.

### Baugeschichte

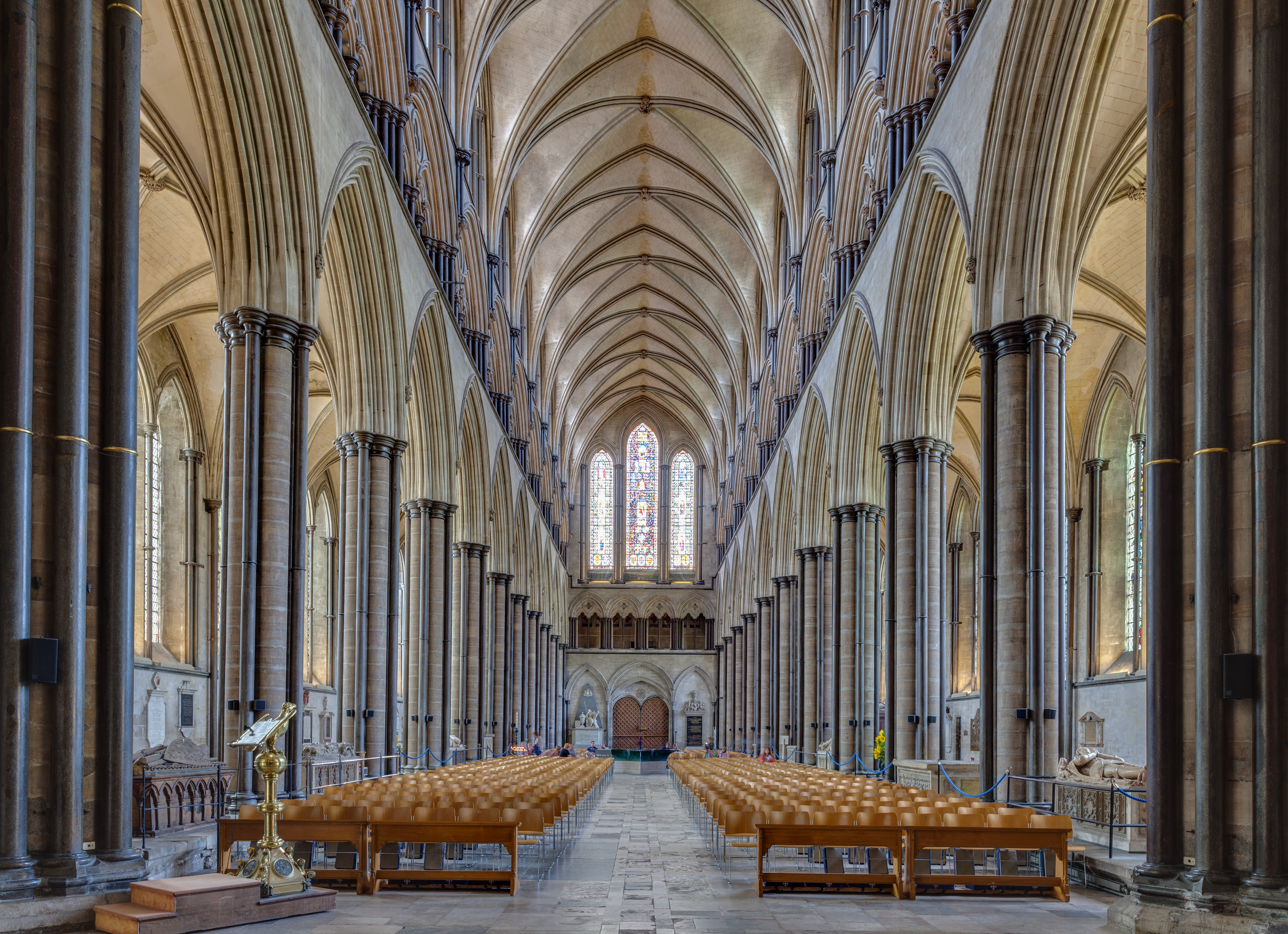
Das Langhaus im Westen mit Kreuzrippengewölbe

| Jahr            | Erläuterung |
| --------------- | --- |
| 28. April 1220  | Bischof Richard Poore legte den Grundstein; erster Baumeister wurde Nikolaus von Ely (bis 1247), Verwalter der Bauhütte wurde Ellias von Dareham (bis 1247). |
| 1225            | Drei Altäre in der Trinity Chapel (Dreifaltigkeitskapelle) im Osten werden fertig.                                                                           |
| 1228            | Bischof Robert Bingham im Amt |
| 1234–1236       | Das Chor- und das Ostquerhaus werden vollendet; kurz danach die Choranlage (Chorgestühl) und das Westquerhaus                                                |
| 1245–1250       | Das Langhaus wurde fertiggestellt. |
| 1247            | Bischof Wilhelm de York im Amt, Verwalter der Bauhütte wurde Nikolaus von York.                                                                              |
| 1256            | Bischof Giles de Bridport im Amt |
| 1258            | Weihe der Kathedrale im Beisein von König Heinrich III., Einwölbung des Langhauses evtl. danach                                                              |
| 1266            | Vollendung der Kathedrale |
| 1280            | Fertigstellung des Kapitelhauses |
| um 1310         | Fertigstellung des Kreuzganges |
| Anfang 14. Jhd. | Der Vierungsturm wurde fertiggestellt |
| 1320-er         | Vierungsturm mit eisernem Ringkern und Strebebögen; Ostvierung durch Scherenbögen verstärkt                                                                  |
| 1415            | Westvierung durch Strebebögen verstärkt |
| 1479            | Vollendung des Vierungsgewölbes |

### Restaurierung und Umbau
Die Kathedrale von Salisbury wurde während der Reformation und des englischen Bürgerkrieges des 17. Jahrhunderts kaum beschädigt. Allerdings litt das Bauwerk unter Vernachlässigung und unwürdigen Nutzungen, wie etwa das Turmklettern anlässlich von Jahrmärkten bis ins 19. Jahrhundert hinein. Daher war nach einer Nutzungszeit von rund 300 Jahren – im späten 18. und im 19. Jahrhundert – eine durchgreifende Restaurierung unumgänglich. Besonders drastisch waren die Eingriffe, die James Wyatt unter Bischof Shute Barrington zwischen 1789 und 1792 durchführte. Wyatt riss den freistehenden Glockenturm, der in der Zwischenzeit als Bierschänke fungierte, ab und ebnete das Gelände vor der Kathedrale zu einer Grasfläche. Daher besitzt die Kathedrale von Salisbury neben den Kathedralen von Ely und Norwich keinen Glockensatz zum Wechselläuten.
Im Innenraum ersetzte Wyatt den mittelalterlichen Lettner durch einen neugotischen und versetzte den Hochaltar in den Osten der Dreifaltigkeitskapelle. Zwei Kapellen im Perpendicular Style aus dem 15. Jahrhundert, die die Dreifaltigkeitskapelle im Osten flankierten, wurden bei diesen Arbeiten zerstört. Weiter erneuerte Wyatt einen großen Teil der verbliebenen Glasfenster, das Ostfenster mit einer Auferstehungsszene nach dem Entwurf von Joshua Reynolds. Im Jahr 1980 ersetzte ein neues Bild das Ostfenster: Gabriel Loire aus Chartes gestaltete den Gefangenen aus Gewissensgründen.
Die Grabmale, ursprünglich in der Choranlage verteilt, ließ Wyatt auf die Sockelbänke zwischen die Pfeiler im Langhaus umsetzen. Eines dieser Grabmale ist Sir Richard Mompesson und seiner Frau Katharine gewidmet, die im 17. Jahrhundert lebten. Im Jahr 1964 wurden seine Originalfarben aufgefrischt. Ein weiteres Grabmal an der Südwestseite der Vierung ehrt William Longespee, Halbbruder des Königs Johann und langgedienter Militär und Staatsmann. Er war bei der Ausarbeitung der Magna Charta zugegen und auch bei der Grundsteinlegung für diese neue Kathedrale. Er wurde als erster in diesem Gotteshaus beigesetzt.
Eine zweite große Restaurierung erfolgte in den Jahren 1863–1878 von George Gilbert Scott. Der Hochaltar wurde an seine alte Position zurückversetzt und um ein hoch aufragendes, massives Retabel ergänzt. Im Jahr 1984 wurde in diesen Altar ein Stein der ersten Kathedrale von Old Sarum eingefügt. Über dem Hochaltar befindet sich ein auf Klarglas emailliertes Fenster mit der Darstellung Moses mit der ehernen Schlange.
Der Lettner von Wyatt musste einer offenen Metallkonstruktion weichen. Die Reste der mittelalterlichen Glasfenster wurden zusammengelegt und dazu passende neugotische entworfen. Gasbeleuchtung, Heizung und die Orgel, gebaut von Henry Willis & Sons, wurden um 1877 eingebaut. Weitgreifender waren jedoch die Arbeiten von Scott am Außenbau, wo er große Teile auswechseln und Strebebögen einsetzen ließ. So blieb auch Salisbury wie die meisten englischen Kathedralen von den Restaurierungskampagnen des 19. Jahrhunderts nicht verschont.
Die zunehmende Ablehnung der Neugotik führte zu weiteren Umbauarbeiten in den Jahren 1959/1960. Der  Scottsche Lettner, das Altarretabel und die Gasleuchten wurden entfernt. Auch der viktorianische Fußboden und viele Glasfenster wurden in dieser Zeit ausgebaut. Mit diesen Maßnahmen entstand die offene, lange Blickachse von West nach Ost, die seither für die Kathedrale von Salisbury kennzeichnend ist. Eine letzte Restaurierung von Turm und Westfassade fand bis zum Jahr 2000 statt.

## Kathedrale

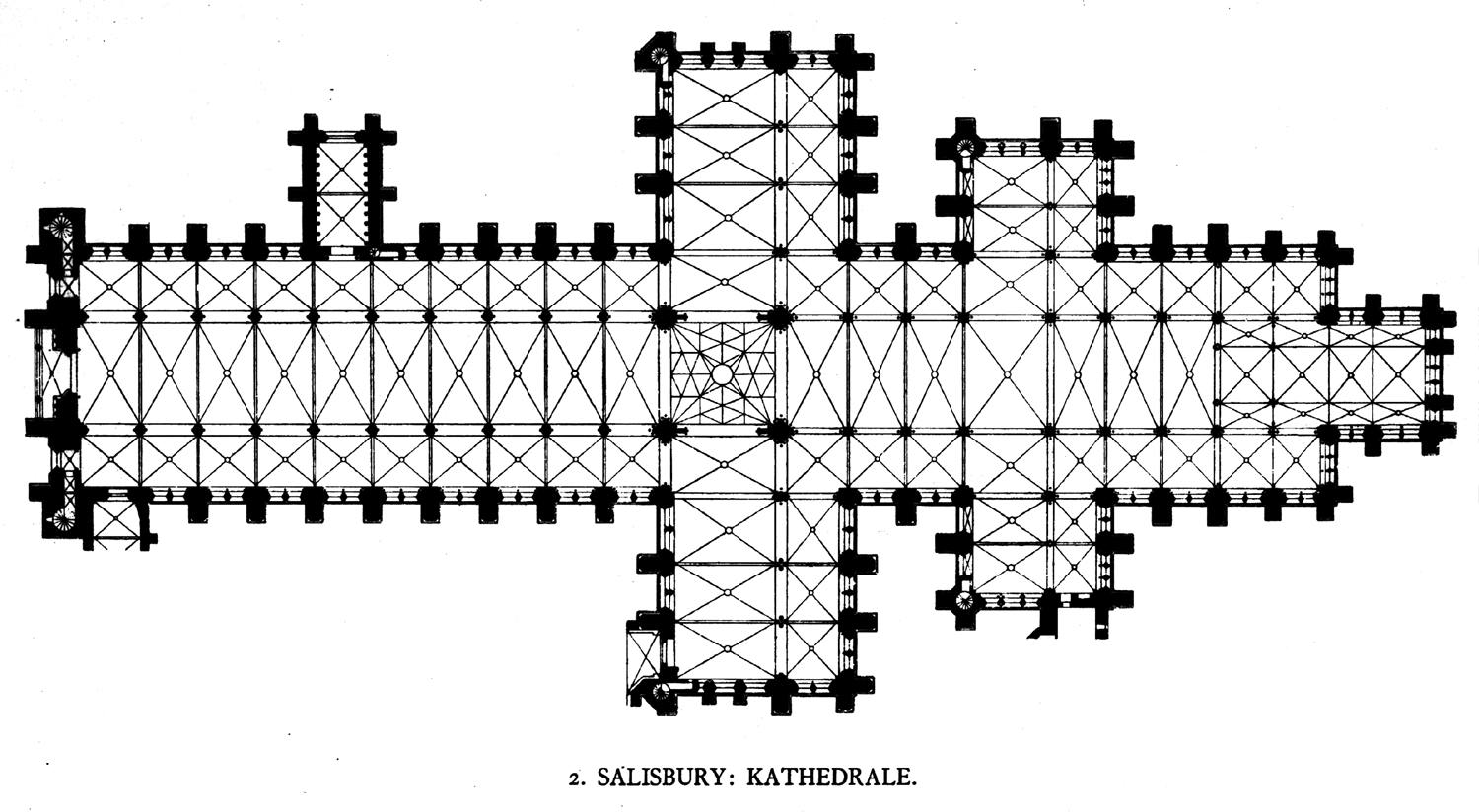
Grundriss (ohne Kreuzgang, Kapitelhaus und Sakristei)

### Grundriss
Die Unterschiede zwischen der gotischen Architektur in England mit der Kathedrale von Salisbury und den französischen Bauten dieser Zeit werden besonders deutlich beim Vergleich mit der Kathedrale von Amiens, die etwa zeitgleich (ab 1220) entstand. Der Grundriss der Kathedrale von Salisbury zeigt eine für die Early English Period typische dreischiffige Emporenbasilika mit zwei Querhäusern (auch Querschiffe oder Transepte genannt), der auch als Doppel-Querhaus-Grundriss bezeichnet wird. Weiter typisch für diese Periode und für Salisbury sind der rechteckige Grundriss, das gestreckte Langhaus, das Fehlen eines offenen Strebewerks, die Mur épais (Dicke Wand) und der Laufgang im Obergaden. Der für die französischen Kathedralen der Gotik typische Kapellenkranz fehlt hier, dafür wurden Kapellen in den Seitenschiffen der Querhäuser eingebaut. In der nordöstlichsten Seitenkapelle, auch Morgenkapelle genannt, ließ die Kirchenverwaltung im Jahr 1985 als Attraktion ein sich drehendes Prisma aufstellen, das vom Künstler Laurence Whistler graviert worden war.
Nördlich neben dem Hochaltar liegt die Votivkapelle von Edmund Audley, der hier 1502–1524 als Bischof tätig war. In der Reformationszeit wurden früher vorhandene Figuren in den Nischen vernichtet.
Der Grundriss der Kathedrale wird von dem im Westen ausladenden Querhaus in der Mitte des Bauwerks unterteilt. Dieser Kreuzungspunkt ist durch einen Vierungsturm betont. Weiter östlich ragt ein zweites, kleineres Querhaus hervor. Dahinter staffelt sich der Chor mit mehreren, verschieden hohen Bauteilen nach Osten in Form einer niedrigen Kapelle, des rechtwinklig geführten Chorumgangs (auch Retrochor genannt) und des Hochchors (Priesterchor).

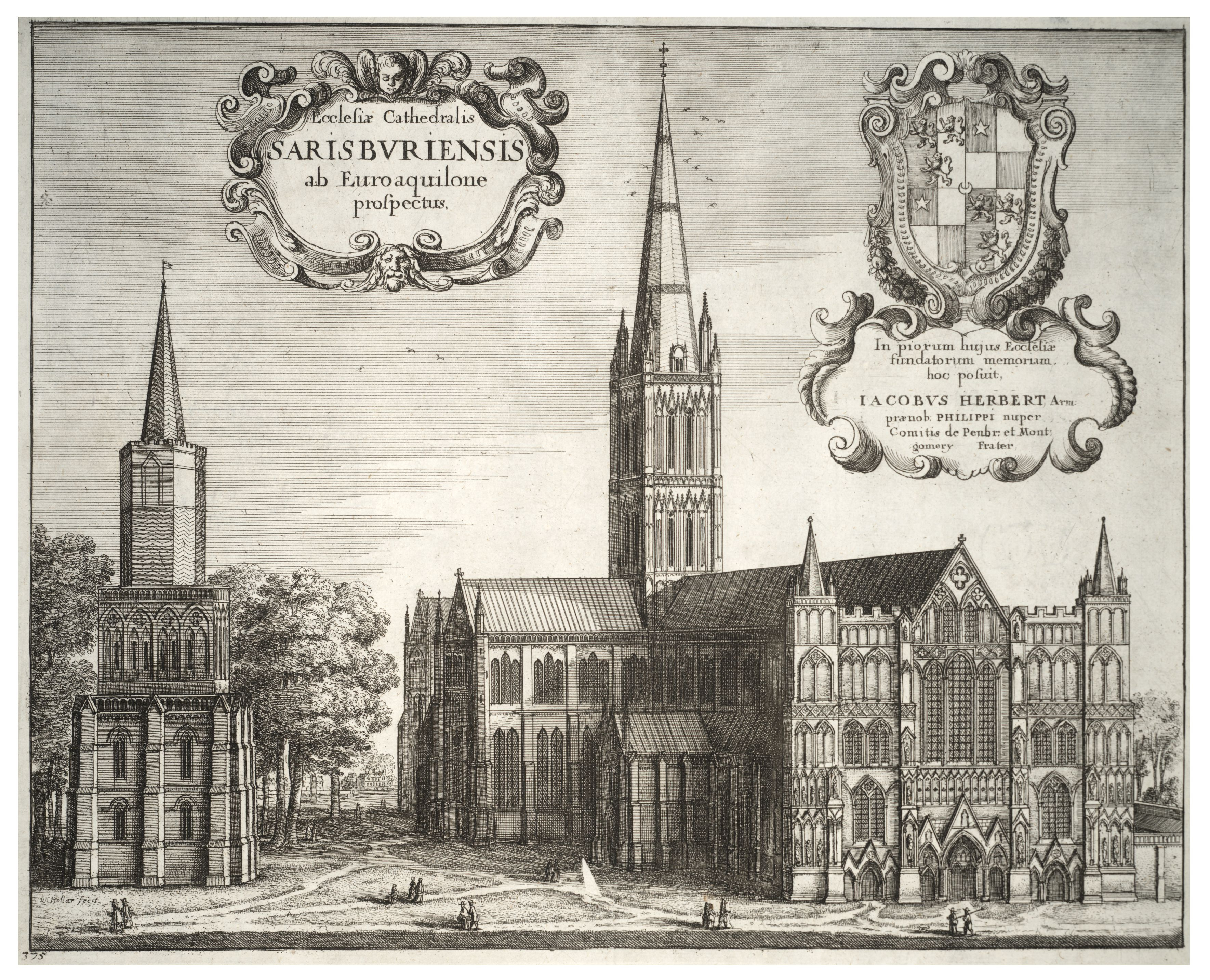
Kathedrale mit Vierungsturm (Spire) und Campanile, Kupferstich von Wenzel Hollar

Nördlich der Kathedrale stand ursprünglich ein Glockenturm in der Art der italienischen Campanili. Im Süden befindet sich ein Kreuzgang, der von einem polygonalen Kapitelhaus (Chapter house) überragt wird. Solche polygonalen oder runden Kapitelhäuser sind typisch für die englische Gotik.
Das Langhaus der Kathedrale von Salisbury ist innen 134,7 Meter lang und 23,4 Meter breit. Die Breite über dem westlicheren Querhaus beträgt 62 Meter. Das Gewölbe ist maximal 25,5 Meter hoch. Sitzplätze für 1900 Personen sind vorhanden. Insgesamt gibt es in der Kathedrale 8760 Säulenschäfte, somit eine für jede Stunde des Jahres. Salisbury ist mit mehr Purbeck-Marmor geschmückt als jede andere Kathedrale. Auch die Zahl der Fenster hat einen symbolischen Bezug, es gibt hiervon 365, also eins für jeden Tag des Jahres. Sie sind mit Buntglas aus verschiedensten Jahrhunderten versehen.

### Außenansicht
Das lang gestreckte Langhaus mit der Nordvorhalle in der Mitte, das weit vortretende große Querhaus mit dem steil aufragenden Vierungsturm darüber und das kleinere Querhaus im Osten sind von gleicher Höhe. Sämtliche Bauelemente haben rechteckige Abschlüsse und sind von einer gleichen Abfolge von Lanzettfenstern zwischen Strebepfeiler strukturiert. In den Seitenschiffen und Kapellen wurden jeweils zwei Lanzetten pro Joch eingesetzt. Im Obergaden dagegen sind die typisch englischen Dreibogenstaffeln sichtbar. Differenzierter sind nur die Fassaden im Osten und an den Querarmen gestaltet. Die Ostfassade der Dreifaltigkeitskapelle ist durch Dreiergruppen von Lanzetten (auch Lanzett-Drillingsfenster genannt), gefolgt in den Giebeln von ebensolchen Staffeln mit flankierten Blendbögen geschmückt.
Weiter ragt die Giebel des Hochchors mit einer Sieben-Bogen-Staffel aus. An den Seitenachsen der Ostkapelle tragen zwei Lanzettfenster, verbunden durch ein umlaufendes Profil, einen Kreis, in den ein Vierpass eingesetzt ist. Dieses Motiv wird als Vorform des Maßwerks gesehen.
Die Fassaden der Querhäuser sind durch vier übereinander liegende Reihen von Fenstern gegliedert. Sie bestehen entweder aus einer Dreigruppen von Lanzetten oder Zwillingsfenster, die einen ausgestanzten Vierpass tragen. Bei der zweiten Form handelt es sich um die so genannten Plattenmaßwerkfenster. Zwei weitere Plattenmaßwerkfenster befinden sich auch an der Nordvorhalle, dem Haupteingang der Kathedrale in der Mitte des Langhauses.
Die Aufwärtsbewegung der Lanzetten und Strebepfeiler wird an der ganzen Kathedrale durch verschieden horizontale Elemente ausbalanciert. Darunter umlaufenden waagerechte Profile am Sockel, unter den Seitenschifffenstern, an den Dachansätzen sowie Bänder an den unteren Strebepfeiler. Nur der spätere Vierungsturm mit seinen nachträglich errichteten Strebebögen, den Schallöffnungen und den spitzen Helm gibt dem Äußeren der Kathedrale einen starken vertikalen Akzent.

### Schirmfassade

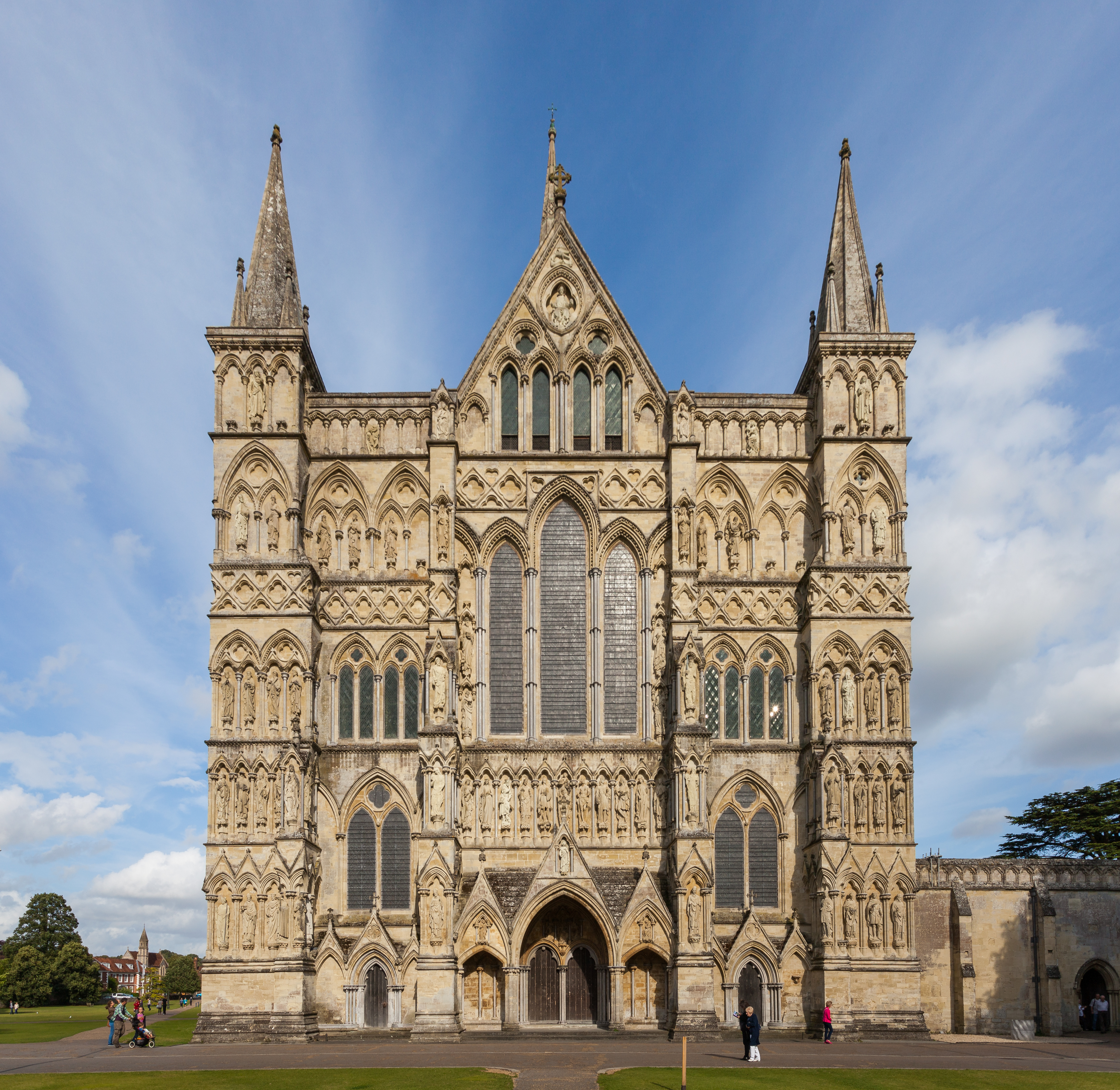
Schirmfassade

Die Schirmfassaden (auch Westfassade) der englischen Kathedralen in dieser Periode, wie auch in Salisbury, unterscheiden sich von den Westfassaden der gotischen Kathedralen in Frankreich (siehe z. B. die Kathedrale von Reims und Amiens). Bei den französischen Bauten sind reich geschmückte imposante Doppelturmfassaden verbreitet. Die Schirmfassade ist dem Baukörper der Kathedrale unvermittelt vorgesetzt. Die niedrigeren Türme in England stehen entweder an der Seite wie in Salisbury oder hinter der Fassade (Kathedrale von Peterborough), so dass nur die Turmhelme über die Höhe der Fassade hinausragen.
Weiter wirkt die Westfassade von Salisbury mit ihren horizontalen und vertikalen Richtungskräften ausgeglichen. Auch hier überwiegt die Horizontale. Sie ist einschließlich ihrer Strebepfeiler durchsetzt von Reihen übergiebelter Nischen, in denen Figuren stehen. Die meisten davon wurden erst im 19. Jahrhundert angebracht. Zwischen den Figurenreihen wurden Zickzackbänder und ausgestanzten Vierpässen eingesetzt. Der waagerechte Abschluss der Fassade wird nur vom Giebel des Mittelschiffs und seitlich aufgesetzten Turmhelmen unterbrochen. Die Portale sind klein und befinden sich in den Sockeln.
Auch eine Konzentration eines Bildprogramms im Portalbereich fehlt im Unterschied zu französischen Bauten. In Frankreich übernimmt die Plastik die Funktion architektonischer Ordnungselemente, dieses wird jedoch in Salisbury unterdrückt. Hier wirken die Skulpturen förmlich in ihren zugewiesenen Nischen eingedrängt. Hier fehlen in den Archivolten und Tympana die figurenreichen und ornamentfreudigen Fassadenelemente vom europäischen Festland. Auch die Verkleinerung der Portale bis auf menschliche Maße hat zuletzt zur Verbannung der Plastik aus den Portalanlagen geführt. Kunsthistoriker wie John Ruskin bezeichnen deswegen die Portale der Kathedrale von Salisbury als „Taubenlöcher“.

### Langhaus

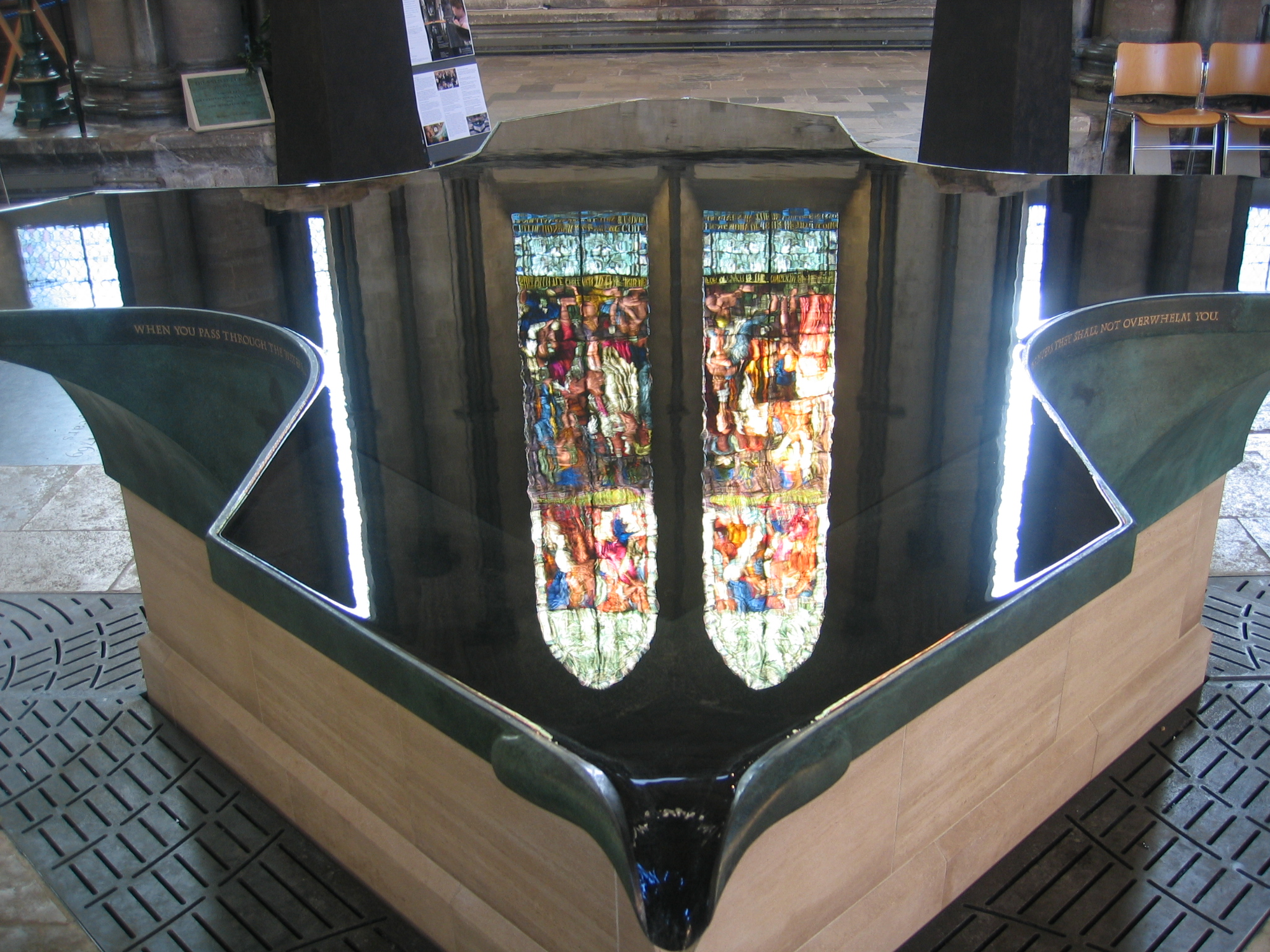
Neues Taufbecken von 2008

Das Langhaus ist genauso hoch wie breit. Seine sehr klare, gegliederte Wirkung ergibt sich auch aus dem farblichen Kontrast, den die schwarz polierten Säulenschäfte aus Purbeck-Marmor zum einheimischen Kalkstein (Chilmark stone) bilden (siehe Bild weiter oben).
In der Mitte des Langhauses befindet sich das Taufbecken mit stetig fließendem Wasser. Es wurde im Jahr 2008 vom Designer William Pye (* 1938 in London) neu geschaffen.

### Vierungsturm

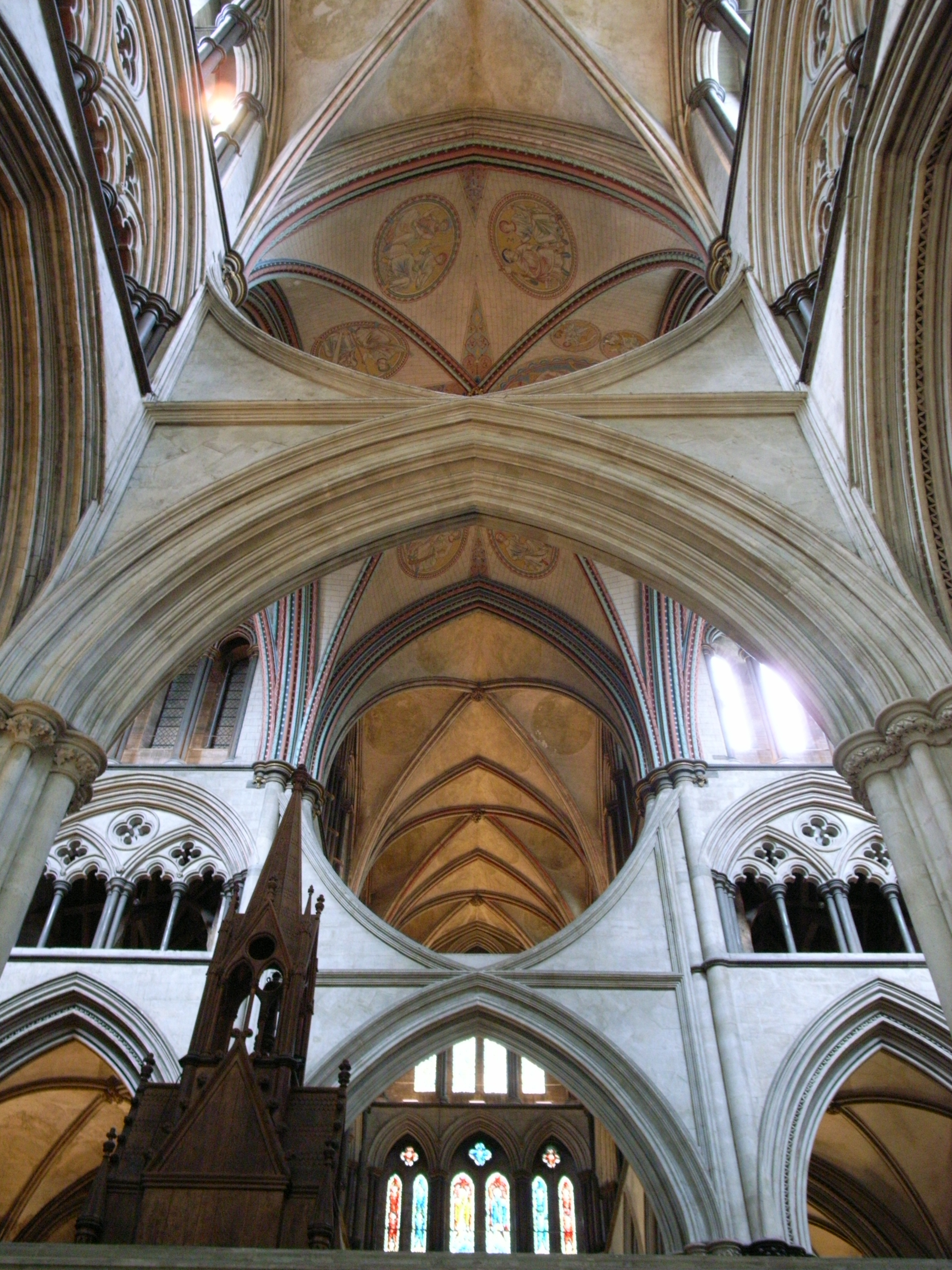
Scherenbögen in der Ostvierung

Der Vierungsturm wurde erst Anfang des 14. Jahrhunderts fertiggestellt. Er ist mit seinen 123 Metern der höchste noch stehende Kirchturm Großbritanniens. Im Inneren ist der Turm mit einer hölzernen Stützkonstruktion ausgefüllt. Schon während der Konstruktion fing der Vierungsturm an, sich nach Südwesten zu neigen. Zum ersten Mal wurde er in den 1320er Jahren mit einem eisernen Ringkern und Strebebögen gesichert, die auch im Inneren unter den Dachstühlen eingezogen wurden. Bei den Sicherungsarbeiten wurden auch die weiten Arkaden errichtet, welche die Ostvierung in West-Ost-Richtung stützten. Ihre Form aus einem oberen Bogen, der mit der Spitze nach unten auf einen unteren gesetzt wurde, war ein Novum. Diese Bögen wurden später wegen der Scherenform Scherenbögen benannt. 1338 wurden solche Stützbögen in der Kathedrale in Wells eingebaut.
Weitere Sicherung wurde mit den um 1415 errichteten Strebebögen in der Westvierung erreicht. Dadurch entging der Vierungsturm von Salisbury dem Schicksal anderer Vierungstürme in England und ist einer der wenigen gotischen Kirchtürme in England, der nicht eingestürzt ist. Trotz der nachträglichen Armierungen ist der Turm nicht definitiv gesichert: die Bodenmarkierungen zeigen, dass sich die Spitze bereits um 75 cm nach Südwesten geneigt hat. In der Vierung ist zu sehen, wie sich die tragenden Säulen und Pfeiler unter dem Gewicht von Turm und Turmspitze biegen. Zuletzt wurde er 2000 gesichert.
Das netzförmige Vierungsturmgewölbe wurde 1479 eingezogen.

### Chor und Presbyterium

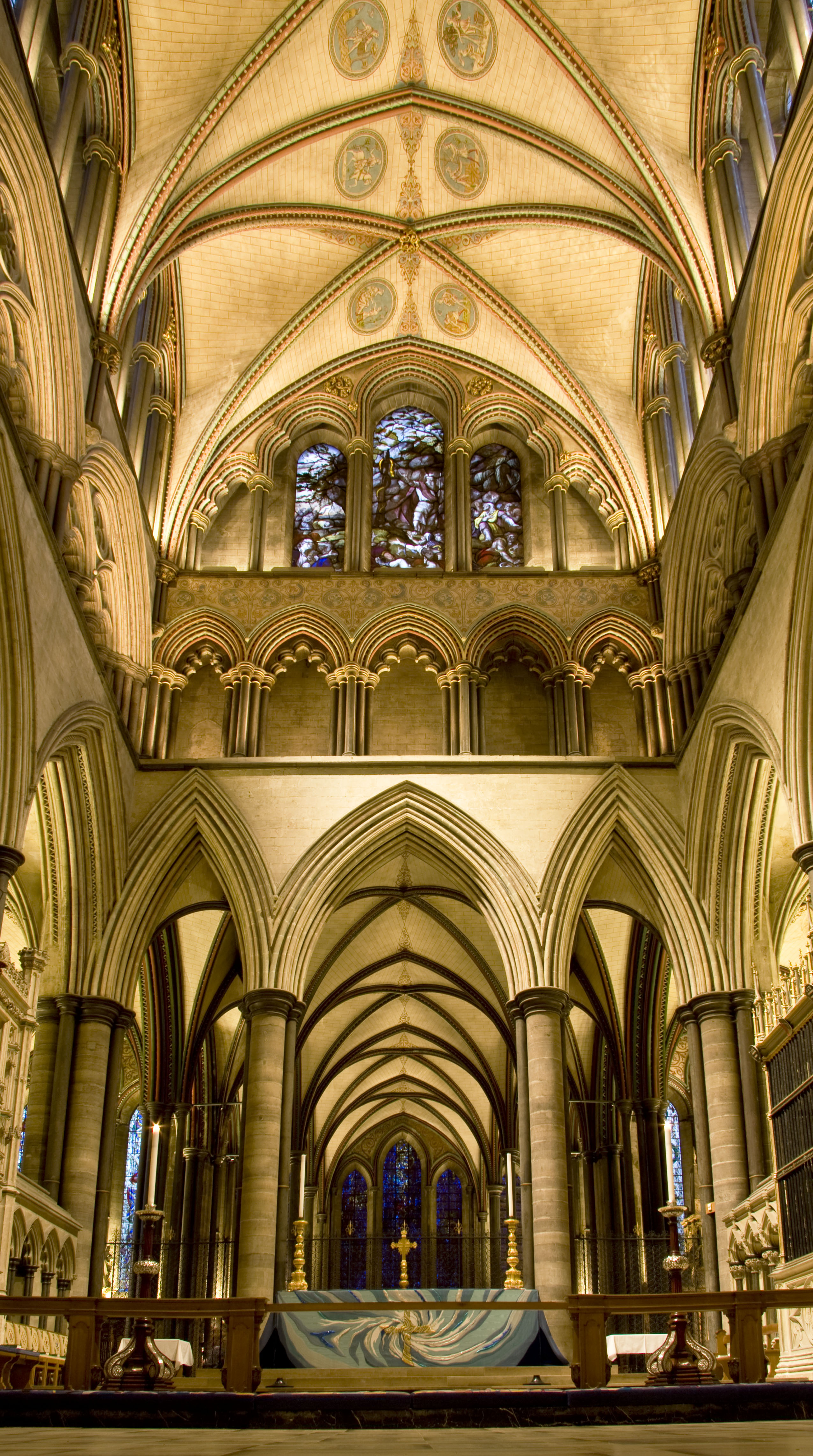
Chorabschluss mit Lanzett-Drillingsfenster mit überhöhtem Spitzbogen im Obergaden

Der Chor verläuft von der östlichen Vierung bis zum Chorscheitel mit der Dreifaltigkeitskapelle. Der Chorabschluss ist rechteckig und seine Seitenschiffe sind um zwei Joche weitergeführt worden. Im Klerikerchor und im Presbyterium wurden die bereicherten Scheidearkaden fortgesetzt. Die Pfeiler besitzen alle acht vorgelagerte „en délit“-Diensten aus Marmor um einen Kern, der abwechselnd ausgekehlt und gewölbt ist. Die Bögen sind mit dem Zickzackband wie im Westquerhaus verziert. Im Presbyterium schmücken Blattrosetten den Obergaden.
Im Chor steht der Bischofsthron, den Sir Gilbert Scott im Jahr 1870 geschaffen hat.
Die Ostarkatur besteht aus Pfeilern mit zwei hintereinander gestellten Rundgliedern, in deren Winkel Marmordienste eingestellt sind. Dieser Pfeilertyp lässt sich aus einem vergleichbaren in Canterbury ableiten. Die Eckpfeiler sind aus vier solchen Rundgliedern mit ergänzenden Diensten zusammengesetzt. Die Ostarkatur öffnet sich Richtung Osten in die niedrigere Dreifaltigkeitskapelle. Hier wurde 1225 der erste Altar geweiht. In der Südwestecke dieser Kapelle steht ein Schrein, der die Gebeine des Bischofs Osmund enthält, der hier 1226 beigesetzt worden war. Osmund gilt als wichtiger Initiator bei der Fertigstellung der Vorgängerkirche in Old Sarum. Der Papst sprach ihn 1457 heilig, woraufhin er einen neuen prächtig ausgestatteten Schrein erhielt. Dieser wurde jedoch in der Reformationszeit zerstört.
Ein Freskozyklos im Gewölbe über den vier Hauptarmen des Chors, durch alte Zeichnungen überliefert, ist im 19. Jahrhundert teilweise nachgemalt worden. Er soll über dem Hochchor Prophetenfiguren in Medaillons, über der Ostvierung Christus in einer Mandorla umgeben von den vier Evangelisten und Aposteln, über den Querhausarmen Engel und über dem Altarraum die Monatsarbeiten dargestellt haben.

### Dreifaltigkeitskapelle
Östlich des Presbyteriums schließt die Dreifaltigkeitskapelle an, die auch als Marienkapelle genutzt wird. Von den hinter der Ostarkade des Hochchors weitergeführten Seitenschiffen ist die Kapelle durch Bündel aus mehreren „en délit“-Diensten abgetrennt. Stützpfeiler aus Kalkstein fehlen hier. Die Kapelle setzt sich auch den zwei Ostjochen der weitergeführten Seitenschiffe und einem mittleren, um zwei Joche nach Osten vortretenden Raum, der durch einzelne Purbeck Marmorschäfte in drei Schiffe geteilt ist. Diese dreischiffige Halle erinnert an die Kirche Saint-Serge in Angers und hat sicherlich die entsprechende Marienkapelle in Winchester beeinflusst. Anders als bei der französischen Gotik (etwa bei der im gleichen Jahr begonnenen Kathedrale von Amiens) sind die einzelnen Raumsegmente nebeneinandergestellt und nicht zu einer einheitlichen Raumwirkung verschmolzen.

### Kreuzgang und Kapitelhaus

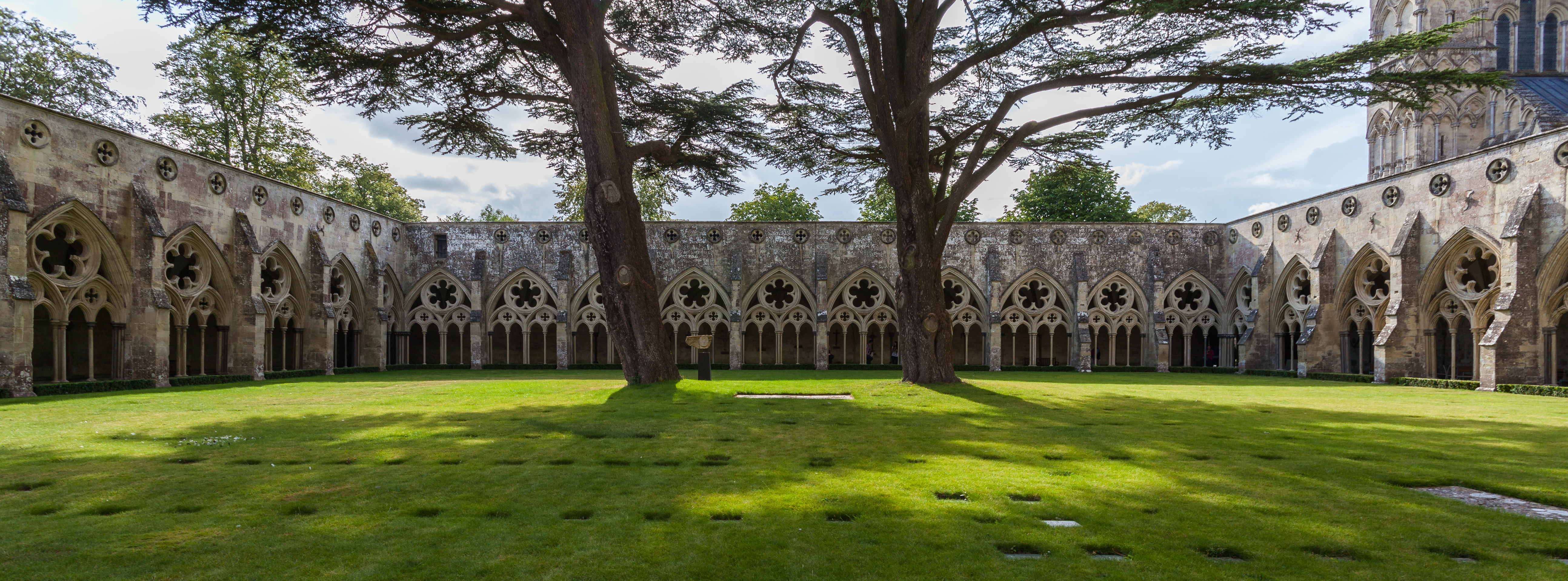
Kreuzgang

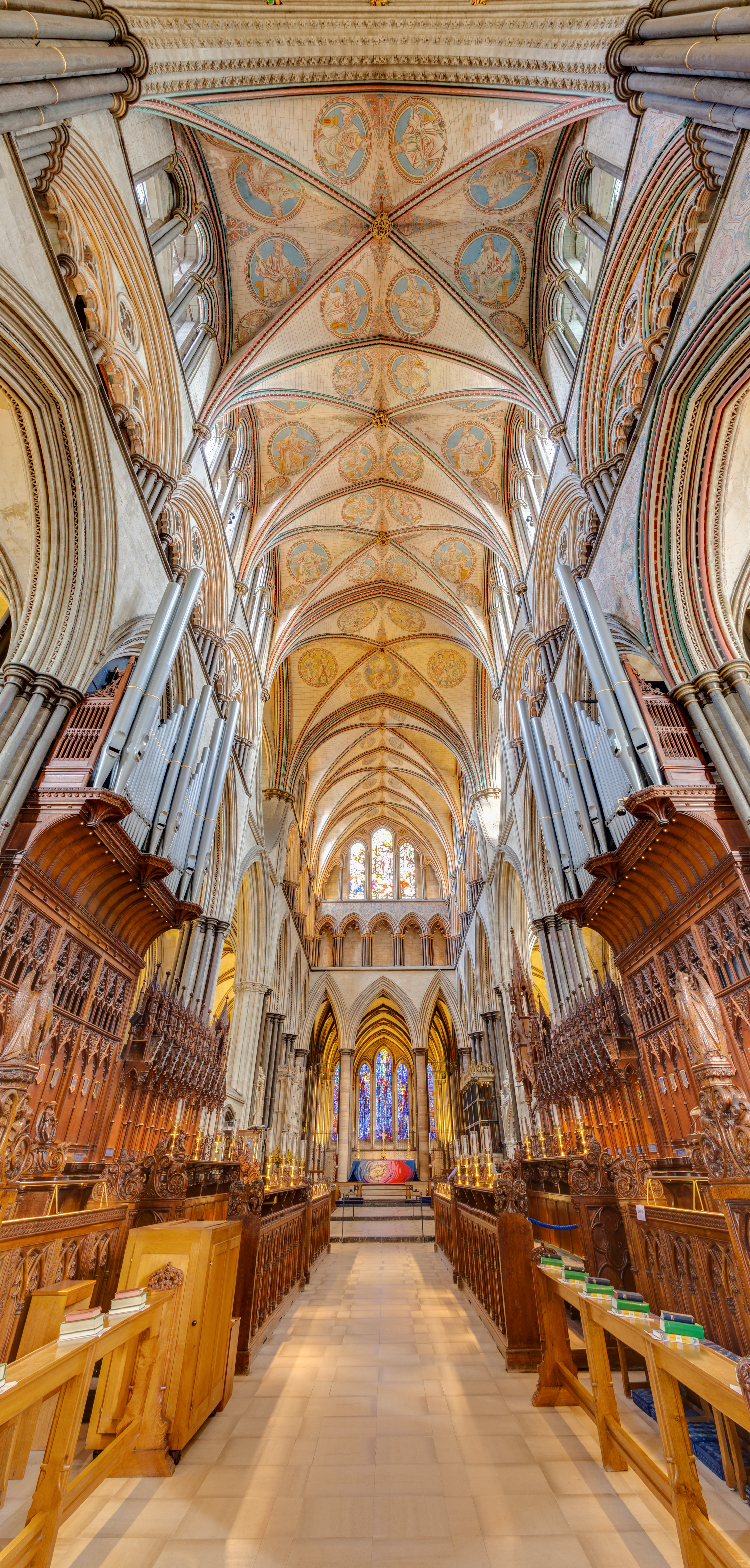
Blick durch das Kirchenschiff, seitlich die beiden Orgelwerke

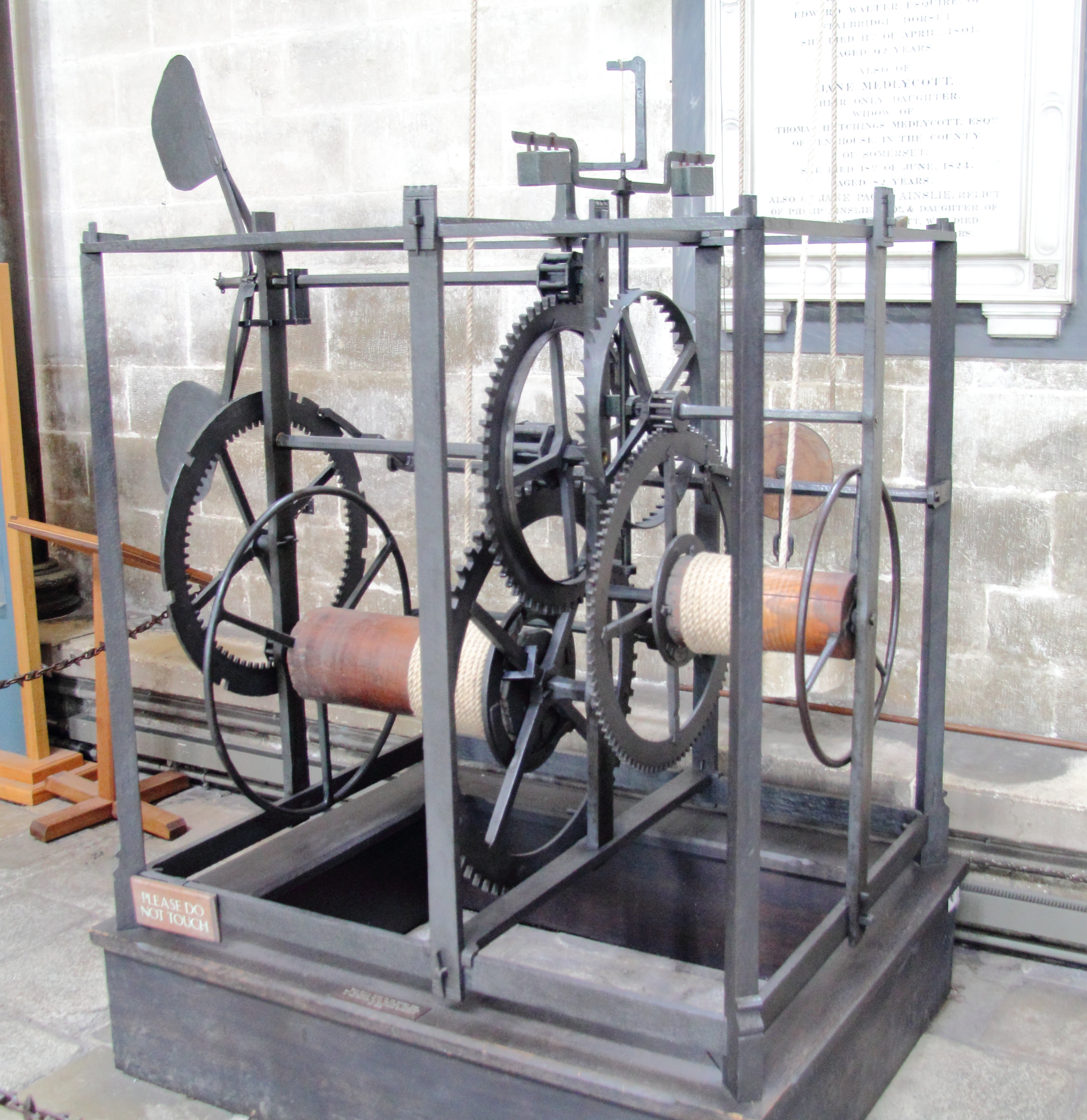
Kathedralenuhr

Der Kreuzgang und das Kapitelhaus (Chapter House, Haus des Domkapitels) auf oktogonalem Grundriss entstanden 1240–1270 bzw. 1263–1284 nach dem Vorbild von Westminster Abbey. Im Hof des Kreuzgangs sind anlässlich der Thronbesteigung Königin Viktorias 1837 zwei Libanon-Zedern gepflanzt worden. Der Kreuzgang ist der größte auf den britischen Inseln. Er wurde um 1270 begonnen und um 1310 vollendet. Der Bauprozess ist am besten an der Wahl der Schlusssteine in den vierteiligen Kreuzrippengewölben zu betrachten. Um 1280 wurde an das Kapitelhaus ein zweijöchiges Vestibül angefügt.
Das Kapitelhaus von Salisbury ist im Gegensatz zu der Kathedrale reichlich mit Skulpturen geschmückt. In der Archivolte des Eingangs sind kleine Skulpturen eingesetzt, welche die Tugenden und Laster darstellen. Der Zwickel der Blendarkatur wird wiederum durch Reliefs bereichert, welche die Schöpfungsgeschichte des Alten Testaments erzählen. Weiter wurden an den Profilen der Arkatur zahlreiche Kopfkonsolen mit jungen und alten, fröhlichen und traurigen Gesichtern gesetzt. In der Ostachse befindet sich der Platz des Domdekans, der mit einem nach drei Seiten blickenden, bärtigen Männerkopf ausgezeichnet ist. Die Außenwände des Kapitelhauses sind von großangelegten vierbahnigen Maßwerkfenstern, die über einer Sockelarkatur liegen, durchbrochen. Der so entstandene Raum war bereits im Mittelalter lichtdurchflutet. Die beim Bau eingesetzten Grisaille-Gläser wurden im 19. Jahrhundert ersetzt.
Das Gewölbe des Kapitelhauses ist feingliedrig und schirmförmig. Es ruht auf einem schmalen Mittelpfeiler, der aus acht „en délit“-Diensten aus Purbeck-Marmor besteht. Aus dem Pfeiler gehen 16 Rippen aus: acht Diagonalrippen und acht weitere, die sich jeweils in einen Dreistrahl verzweigen. Im Grundriss entsteht somit ein Sternmuster.

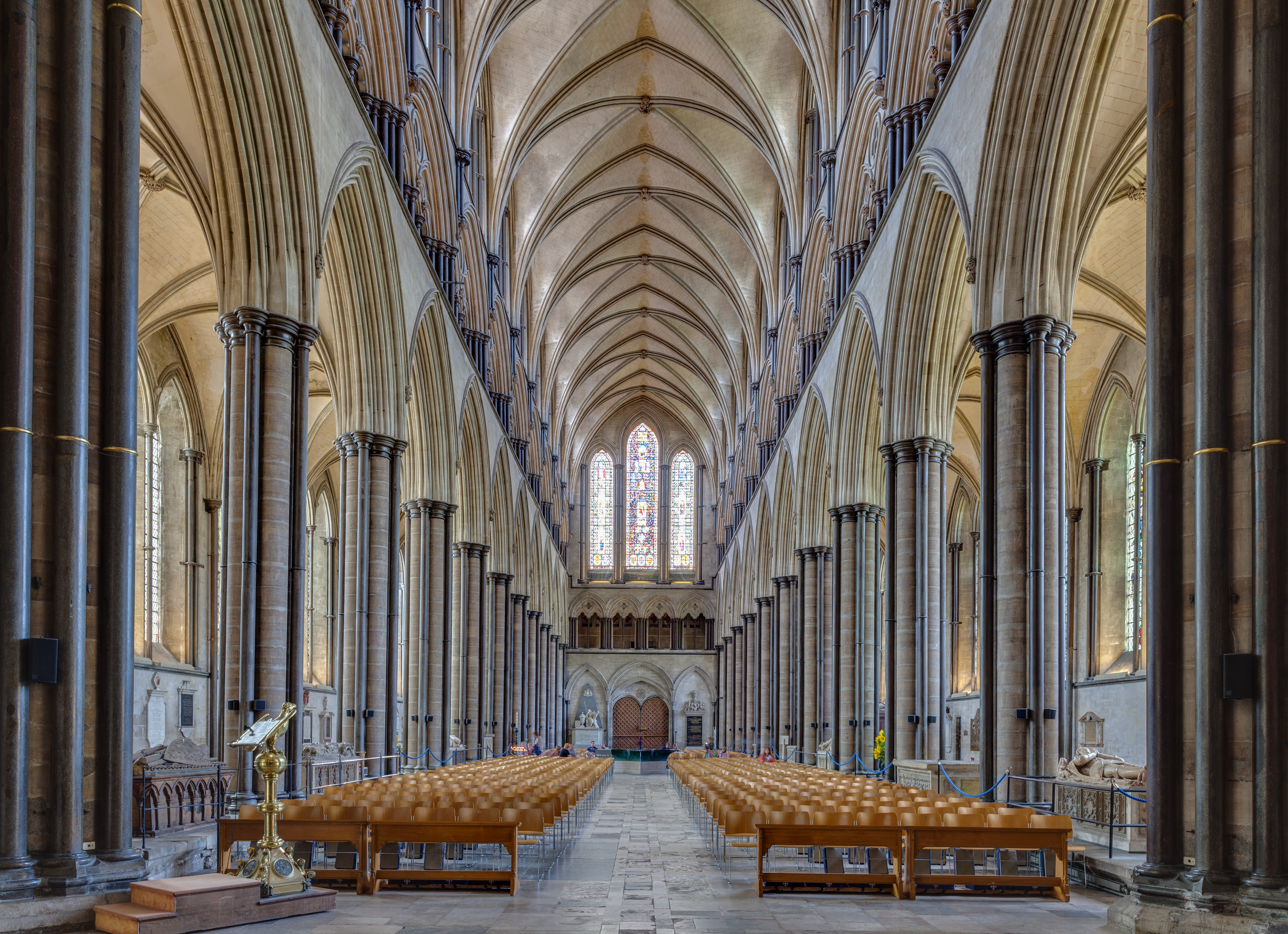
Blick durch das Kirchenschiff
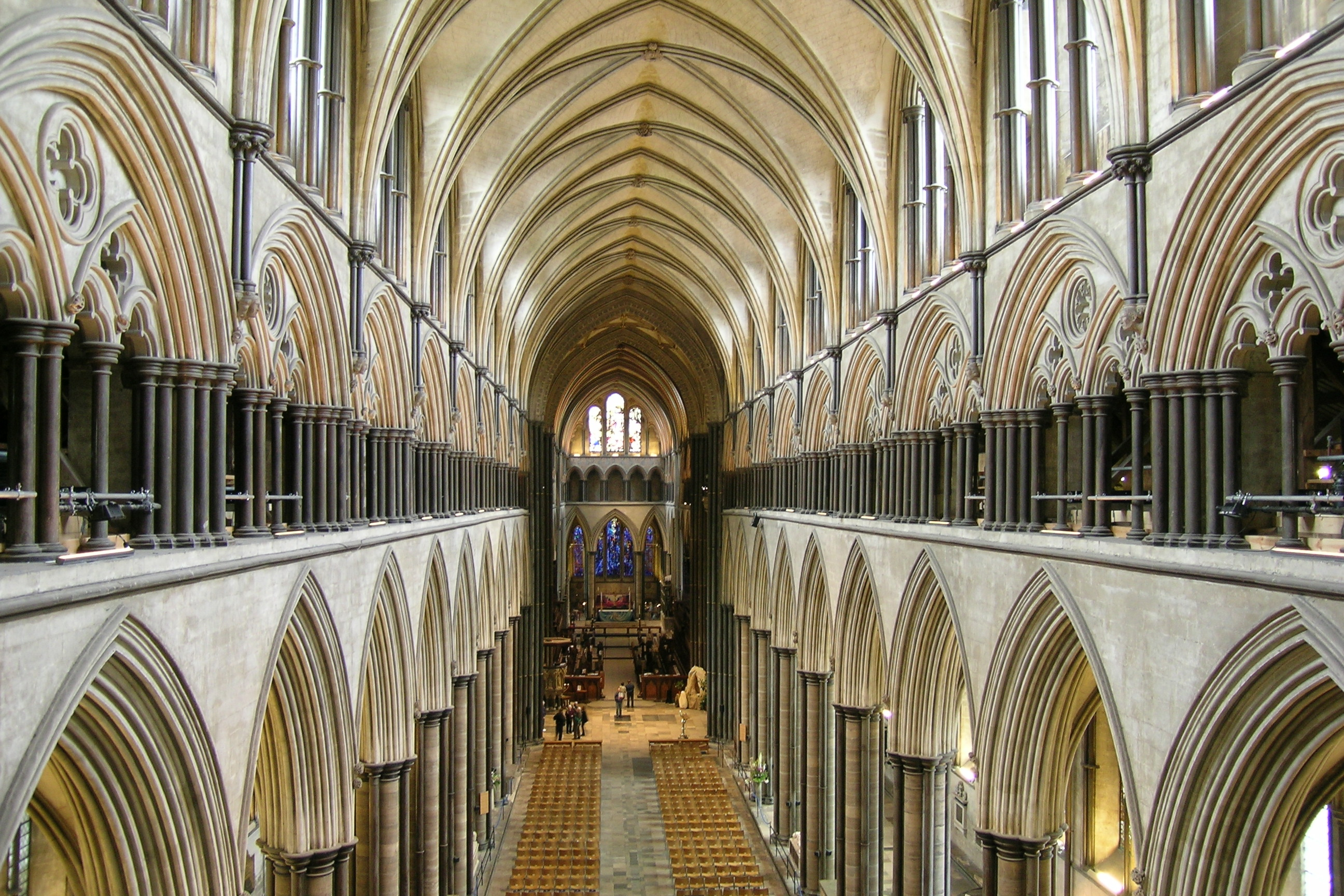
Blick durch das Kirchenschiff mit den Seitengalerien
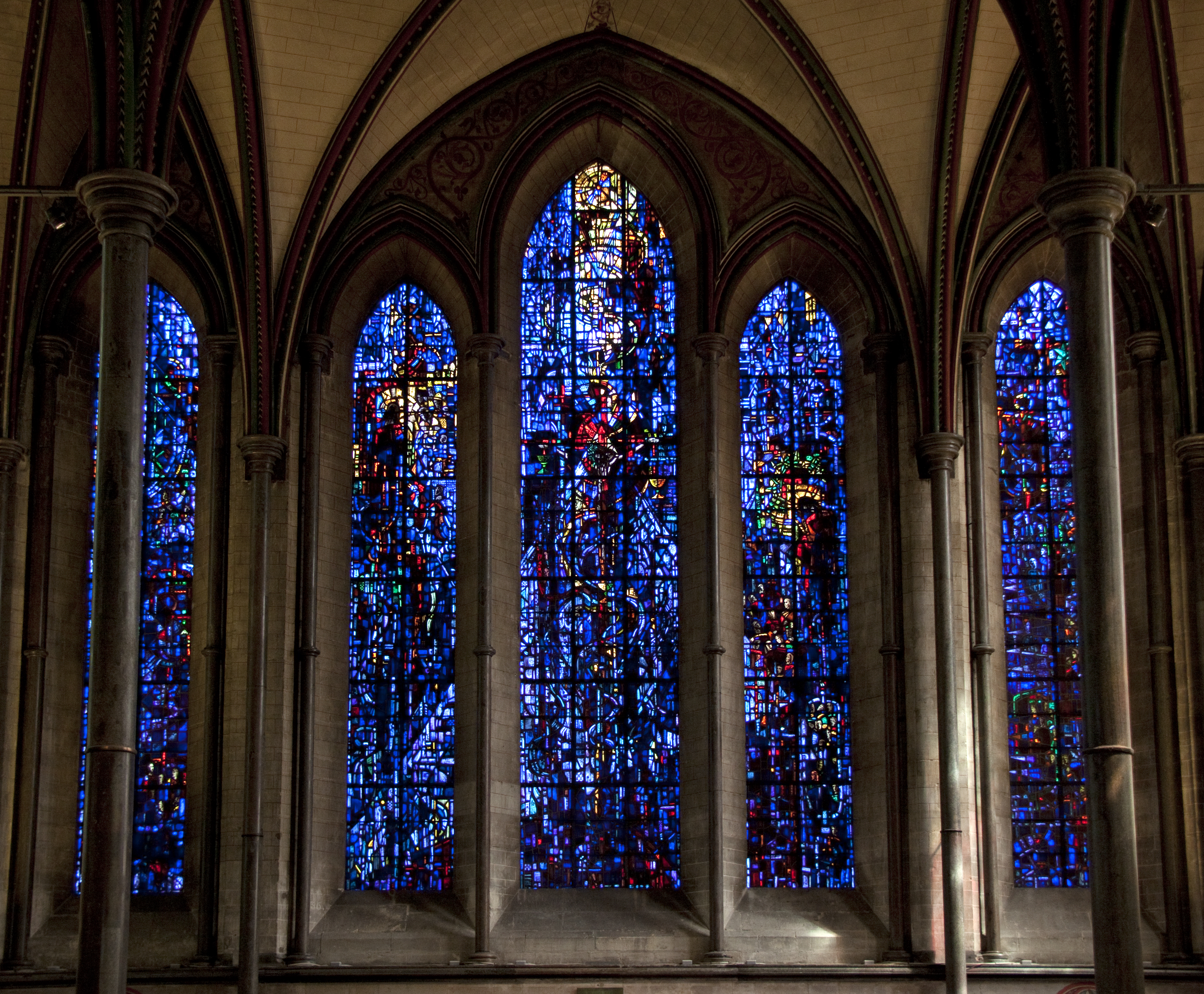
Fenster im Seitenschiff
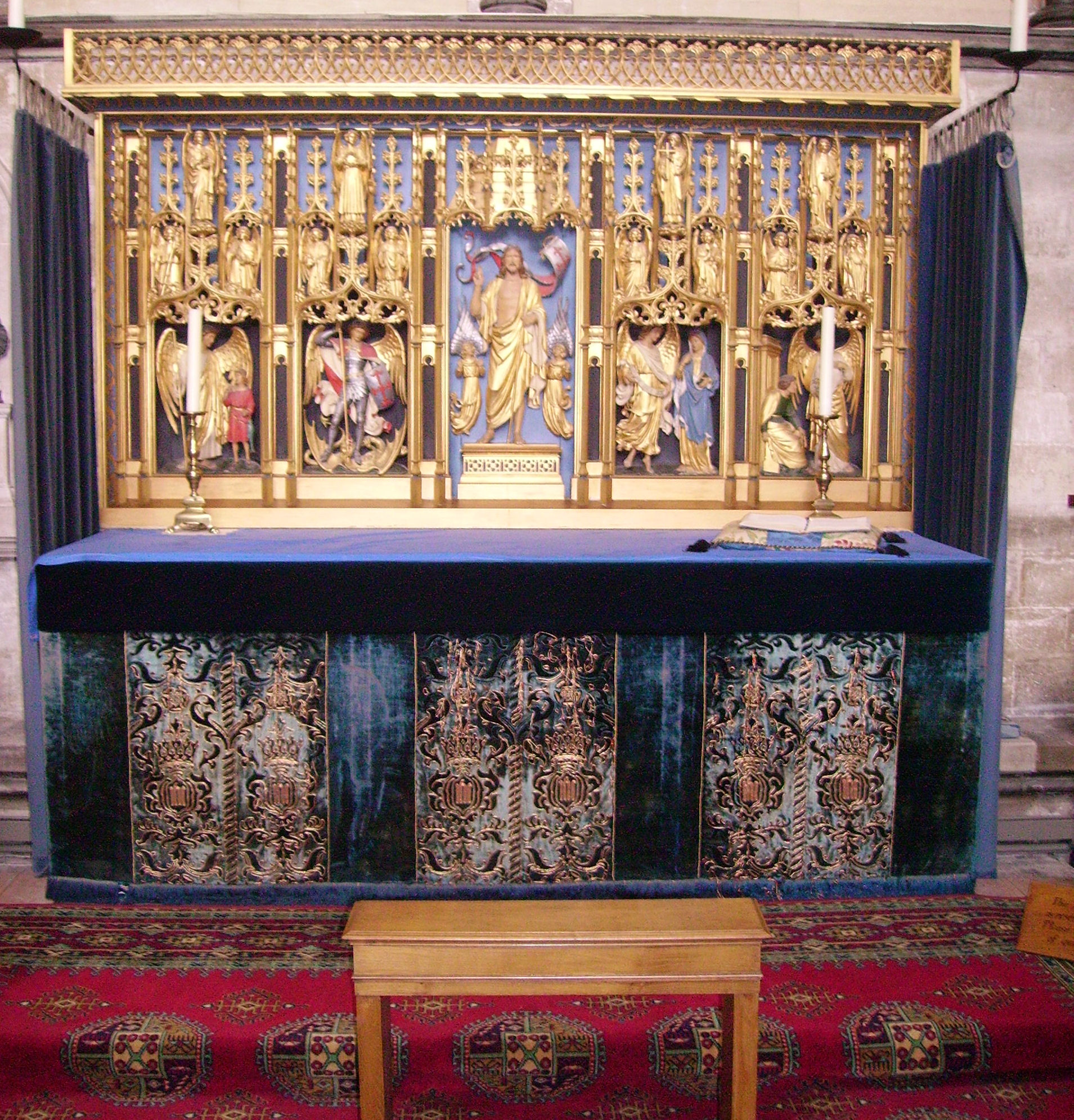
Seitenaltar
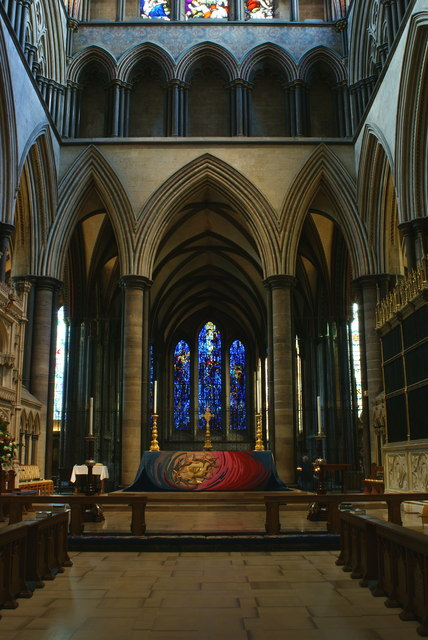
Blick auf den Hauptaltar
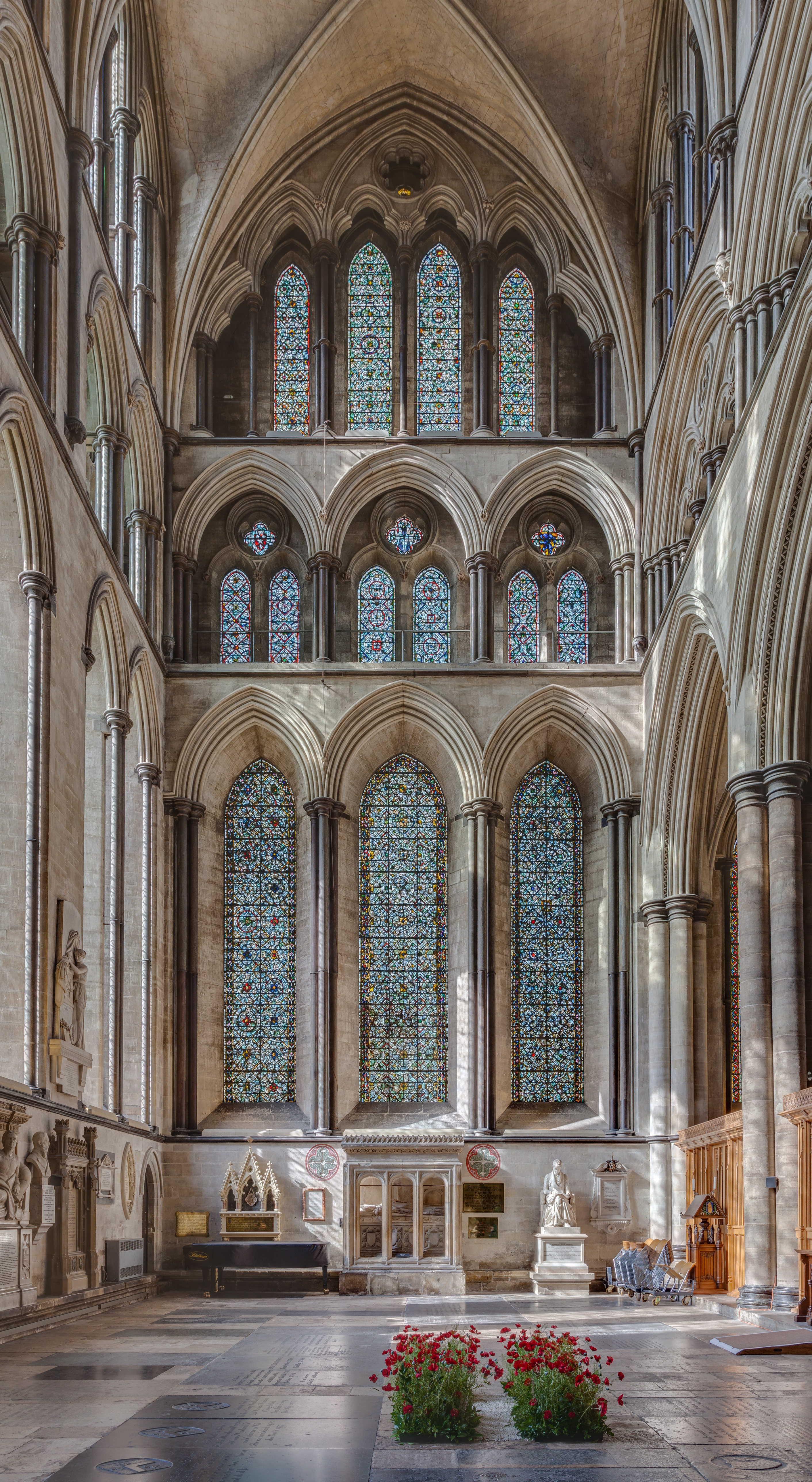
Nördliches Querschiff mit einem Fenster von 1895, enthält die St. Edmund und St. Thomas gewidmete Kapelle

### Bibliothek
Die Dombibliothek wurde um 1445 an der Ostseite des Kreuzganges eingerichtet. In ihr wird eine der vier verbliebenen Handschriften der Magna Charta aufbewahrt, die sich seit 1215 in Salisbury befindet und als das am besten erhaltene Exemplar gilt.

### Uhr
Die Uhr der Kathedrale von Salisbury wurde um 1386 zusammengebaut und im bis 1792 freistehenden Glockenturm installiert. Sie ist die älteste noch funktionierende Kirchturmuhr in Großbritannien und vermutlich der ganzen Welt. Die Uhr besitzt kein Zifferblatt, dafür ertönt jede volle Stunde eine Glocke. Nach dem Abriss des Campanile bauten Handwerker die Uhr in den verbliebenen Turm der Kathedrale ein, wo sie bis 1884 in Betrieb war. Danach wurde sie abmontiert, eingelagert und vergessen, zufällig jedoch 1929 auf einem der Dachböden des Doms wiederentdeckt. Nach Reparatur und Restaurierung im Jahre 1956 erfolgte die Wiederinbetriebnahme. 2007 folgten weitere Reparaturen und Sanierungsarbeiten.
Auf der gegenüberliegen Seite des Langhauses befindet sich eine seltene halbkreisförmige Holztruhe aus dem 13. Jahrhundert, in der die Gewänder der Geistlichen aufbewahrt wurden.

## Orgel
Die Orgel der Kathedrale wurde 1877 in der Werkstatt Henry Willis & Sons erbaut.
Im Jahr 1934 wurde das Instrument mit neuen Trakturen ausgestattet und erhielt einen neuen Spieltisch, in dem zahlreiche neue Koppeln integriert wurden. Die Orgelbauer haben die Disposition geringfügig verändert, das Solowerk wurde in einem Schwellkasten untergebracht. Zuletzt wurde das Instrument im Jahre 1993 umfassend überholt. Das Pfeifenwerk von 1877 ist jedoch im Laufe der Zeit weitgehend unangetastet geblieben.
Die Orgel befindet sich im Hauptschiff, sie ist in zwei Teile aufgeteilt, die jeweils in die Seitennischen des Hauptschiffs zu den Seitenschiffen eingelassen sind. Das Schwellwerk und das Chorwerk befinden sich auf der Südseite, das Hauptwerk und das Solowerk auf der Nordseite. Das Pedalwerk ist auf beide Seiten aufgeteilt. Die Orgel hat 65 Register auf vier Manualwerken und Pedal. Die Trakturen sind elektrisch.
| I Chorwerk C–c4 |                  |        |
| 1.              | Lieblich Gedackt | 16′    |
| 2.              | Open Diapason    | 8′     |
| 3.              | Flute Harmonique | 8′     |
| 4.              | Lieblich Gedackt | 8′     |
| 5.              | Salicional       | 8′     |
| 6.              | Gemshorn         | 4′     |
| 7.              | Flute Harmonique | 4′     |
| 8.              | Lieblich Gedackt | 4′     |
| 9.              | Nazard           | 2 ⁄3′  |
| 10.             | Flageolet        | 2′     |
| 11.             | Tierce           | 1 3⁄5′ |
| 12.             | Trumpet          | 8′     |
|                 | Tremulant        |        |

| II Hauptwerk C–c4 |                      |       |
| 13.               | Double Open Diapason | 16′   |
| 14.               | 1st Open Diapason    | 8′    |
| 15.               | 2nd Open Diapason    | 8′    |
| 16.               | Claribel Flute       | 8′    |
| 17.               | Stopped Diapason     | 8′    |
| 18.               | 1st Principal        | 4′    |
| 19.               | 2nd Principal        | 4′    |
| 20.               | Flute Couverte       | 4′    |
| 21.               | Twelfth              | 2 ⁄3′ |
| 22.               | Fifteenth            | 2′    |
| 23.               | Mixture IV           |       |
| 24.               | Trombone             | 16′   |
| 25.               | Trumpet              | 8′    |
| 26.               | Clarion              | 4′    |

| III Schwellwerk C–c4 |                  |     |
| 27.                  | Contra Gamba     | 16′ |
| 28.                  | Open Diapason    | 8′  |
| 29.                  | Lieblich Gedackt | 8′  |
| 30.                  | Viola de Gamba   | 8′  |
| 31.                  | Vox Angelica     | 8′  |
| 32.                  | Octave           | 4′  |
| 33.                  | Flute Harmonique | 4′  |
| 34.                  | Super Octave     | 2′  |
| 35.                  | Mixture III      |     |
| 36.                  | Vox Humana       | 8′  |
| 37.                  | Hautboy          | 8′  |
| 38.                  | Contra Fagotto   | 16′ |
| 39.                  | Trompette        | 8′  |
| 40.                  | Clarion          | 4′  |
|                      | Tremulant        |     |

| IV Solowerk C–c4 |                  |     |
| 41.              | Violoncello      | 8′  |
| 42.              | Cello Celestes   | 8′  |
| 43.              | Flute Harmonique | 8′  |
| 44.              | Flute Harmonique | 4′  |
| 45.              | Cor Anglais      | 16′ |
| 46.              | Clarinet         | 8′  |
| 47.              | Orchestral Oboe  | 8′  |
| 48.              | Tuba             | 8′  |
| 49.              | Tuba Clarion     | 4′  |
|                  | Tremulant        |     |

| Pedalwerk C–f1 |                      |     |
| 50.            | Double Open Diapason | 32′ |
| 51.            | Open Bass            | 16′ |
| 52.            | 1st Open Diapason    | 16′ |
| 53.            | 2nd Open Diapason    | 16′ |
| 54.            | Violone              | 16′ |
| 55.            | Bourdon              | 16′ |
| 56.            | Lieblich Gedackt     | 16′ |
| 57.            | Octave               | 8′  |
| 58.            | Viola                | 8′  |
| 59.            | Flute                | 8′  |
| 60.            | Octave Viola         | 4′  |
| 61.            | Octave Flute         | 4′  |
| 62.            | Mixture IV           |     |
| 63.            | Contra Posaune       | 32′ |
| 64.            | Ophicleide           | 16′ |
| 65.            | Clarion              | 8′  |

- Normalkoppeln, Sub- und Superoktavkoppeln

| - 1463 John Kegewyn - 1563 Robert Chamberlayne - 1568 Thomas Smythe - 1587 John Farrant (Senior) - 1592 John Farrant (Junior) - 1618 Edward Tucker - 1629 Giles Tompkins - 1668 Michael Wise - 1689 Peter Isaacke | - 1692 Daniel Roseingrave - 1700 Anthony Walkley - 1718 Edward Thompson - 1746 John Stevens - 1781 Robert Parry - 1792 Joseph Corfe - 1804 Arthur Thomas Corfe - 1863 John Elliot Richardson - 1881 Bertram Luard-Selby | - 1883 Charles Frederick South - 1916 Walter Galpin Alcock, MVO - 1947 David Valentine Willcocks, MC - 1950 Douglas Albert Guest - 1957 Christopher Hugh Dearnley - 1968 Richard Godfrey Seal - 1997 Simon Lole - seit 2005 David Halls |

## Allgemeines
Die Kathedrale steht in einem für englische Kathedralen typischen eigenen Stadtbezirk, dem Close. Er ist größtenteils von einer Mauer umgeben und war im Mittelalter der Wohnort des Domkapitels und aller Kleriker der Kathedrale. Drei noch erhaltene Tore, darunter das North Gate im Norden, führen ins Innere. Er ist der größte seiner Art in Großbritannien. Im Bereich des Bezirks befinden sich verschiedene Baudenkmäler, so das College of Matrons von 1685, in dem Witwen von Geistlichen untergebracht waren und das Haus der Schulleiter Braybrooke House. 1714 entstand das Schulgebäude Wren Hall. Bereits aus dem 14. Jahrhundert stammt das lange als Wohnhaus für Chorherren genutzte Hemingsby House. Im 18. Jahrhundert entstand das Gebäude The Close 32, 33.
Im Umfeld der Kathedrale befinden sich auch moderne Kunstwerke. Nordwestlich steht die 1981 geschaffene Skulptur Walking Madonna sowie die von 2011 stammende Arbeit Angels: Harmony.
Die Geschichte der Kathedrale von Salisbury gilt als Vorbild für den Roman Die Säulen der Erde von Ken Follett. Hier fanden auch Teile der Dreharbeiten zu der gleichnamigen Fernsehverfilmung dieses Romans statt.
2024 betrug die Besucherzahl etwa 255.000 Personen.